# Piper Perri
Piper Perri (Harrisburg, 5 giugno 1995) è un'ex attrice pornografica statunitense.

## Biografia
Nata nel giugno 1995 nella città di Harrisburg, nel Commonwealth of Pennsylvania, in una famiglia con origini irlandesi, italiane (precisamente della Sicilia), ucraine e nativi americani. A tre mesi di età, i suoi genitori divorziarono. Ha vissuto da allora con la madre, con la quale si è trasferita a vivere in vari stati diversi, tra cui il Maryland, la Florida, la Louisiana e il Texas.
Ha iniziato la sua carriera nell'industria del porno il 5 novembre 2014, girando la sua prima scena feticista per una piattaforma web.
Il suo nome d'arte è stato scelto dal suo primo agente ed è un omaggio al personaggio di Piper Chapman della serie Orange Is the New Black, interpretato da Taylor Schilling. Nel 2015 ha preso parte alla seconda edizione di "DP Star", un talent edito da Digital Playground.
Nel 2017 ha ricevuto le sue due prime nomination agli AVN Awards nelle categoria Miglior Attrice.